# Ekstergoor
Het Ekstergoor (ook: Eksterheide) is een natuurgebied in de Antwerpse gemeente Beerse, gelegen ten westen van het dorp Den Hout.
Het 170 ha grote gebied wordt beheerd door Agentschap Natuur en Bos. Het grootste deel van het gebied is voormalige heide, beplant met naaldhout. Daarnaast is er eiken-berkenbos, zijn er heiderestanten, vennen en heischrale graslanden. Het gebied is Europees beschermd als onderdeel van Natura 2000-gebied Kempense kleiputten.
In de loop van de 21e eeuw is het beheer gericht op het bevorderen van de variatie, waarbij heide en zandverstuivingen worden hersteld en een meer natuurlijk bos wordt verkregen. Hierbij worden ook grote grazers als Gallowayrunderen en Konikpaarden ingezet.
Tot de vogels behoren havik, zwarte specht, boomleeuwerik en wulp. Er zijn een drietal vogelkijkhutten.
Verdere dieren zijn heikikker, veldkrekel en bont dikkopje.
Er zijn wandelingen en fietsroutes uitgezet.